# Albert von Kenne
Albert von Kenne (* 19. März 1918 in Gebroth; † 29. Februar 2000 in Bad Kreuznach) war ein deutscher Jurist. 

## Leben
Von Kenne wurde als Sohn eines Pfarrers in Gebroth geboren. Er besuchte das Gymnasium in Bad Kreuznach und studierte anschließend Rechtswissenschaften an den Universitäten von Heidelberg und Genf. Die erste Staatsprüfung legte er im Jahr 1940 ab. Zu dieser Zeit war er bereits zum Kriegsdienst eingezogen worden. Nach Kriegsende konnte er ab 1945 seine Ausbildung weiterführen. Er absolvierte die Referendarzeit und legte im April 1949 das Zweite Staatsexamen ab. 
Anschließend trat er in die Richterlaufbahn ein und arbeitete als Amtsrichter und Landgerichtsrat in Rheinland-Pfalz. Im Jahr 1961 erfolgte die Ernennung zum Oberlandesgerichtsrat in Koblenz, im Juli 1962 wurde er zum Landgerichtsdirektor in Bad Kreuznach ernannt. Im Mai 1968 übernahm er als Senatspräsident zunächst den Vorsitz in einem Strafsenat beim Oberlandesgericht Koblenz. Im Jahr 1969 war er als Vorsitzender eines Zivilsenates tätig und wurde zudem ständigen Vertreter des Oberlandesgerichtspräsidenten. Im Herbst desselben Jahres übernahm er die Leitung des Landgerichts Mainz als Präsident. 
Von Kenne war in den Jahren von 1973 bis 1977 Vorsitzender des Deutschen Richterbunds. Nachdem er nach zwei Amtsperioden im Jahr 1977 um die Ablösung vom Amt des Vorsitzenden des Deutschen Richterbundes ersuchte, wurde er auf der Vertreterversammlung am 11. Mai 1977 in Gelsenkirchen zum Ehrenmitglied des DRB ernannt. 
Außerdem war er Vizepräsident der Internationalen Richtervereinigung.